# João Lin
João Lin é um ilustrador, artista plástico e editor brasileiro. Desenvolveu por fez anos um projeto de teatro de rua e depois passou a trabalhar com esculturas. Ao lado de Christiano Mascaro fundou a revista independente de quadrinhos Ragu, da qual ambos ainda são editores. Ainda ao lado de Mascaro, foi coordenador da coleção Domínio Público, que buscava reinterpretar na linguagem dos quadrinhos obras fundamentais da literatura universal. Foi também curador das edições de 2006 e 207 do Festival Internacional de Humor de Pernambuco e trabalha como editor de arte no jornal Folha de Pernambuco. Em 2022, ganhou o 34º Troféu HQ Mix na categoria de melhor projeto editorial pela oitava edição de Ragu.